# Ev'ry Time We Say Goodbye
"Ev'ry Time We Say Goodbye" es una canción de jazz  con letra y música de Cole Porter, que forma parte del Great American Songbook, y fue publicado por Chappell & Company. Fue introducido por Nan Wynn en 1944 en la revista musical Seven Lively Arts de Billy Rose. La canción se ha convertido en un estándar del jazz después de ganar popularidad en la década de 1950 y comienzos de 1960. Muchos artistas han sustituido el apóstrofo en "ev'ry" con una "e".
La letra de la canción celebra cuan feliz la cantante se encuentra en compañía de su amado, pero describe igualmente cuanto sufre al separarse. Describe, por analogía, como un «cambio de mayor a menor» musical, Porter comienza con  acorde en la bemol mayor y termina con la bemol menor, emparejando el estado de ánimo de la música con las palabras.

## Grabaciones
| Músico                                     | Álbum                                                                       | Año  |
| ------------------------------------------ | --------------------------------------------------------------------------- | ---- |
| Chet Baker                                 | Let's Get Lost                                                              | 1989 |
| Dave Barbour                               | The Very Thought of You: Decca Records 1951–57                              |      |
| Shirley Bassey                             | Shirley, the LP                                                             | 1961 |
| Tony Bennett                               | Tony Bennett: The Music Never Ends (DVD)                                    | 2007 |
| Eden Brent                                 | Something Cool                                                              | 2003 |
| Ann Hampton Callaway                       | To Ella with Love                                                           | 2005 |
| Betty Carter y Ray Charles                 | Ray Charles and Betty Carter                                                | 1961 |
| June Christy y Stan Kenton                 | Duet                                                                        | 1955 |
| John Coltrane                              | My Favorite Things                                                          | 1961 |
| Sammy Davis, Jr.                           | Sammy Davis Jr. Sings and Laurindo Almeida Plays                            | 1966 |
| Jacob Fischer                              | Jacob Fischer...In New York City                                            | 2014 |
| Ella Fitzgerald                            | Ella Fitzgerald Sings the Cole Porter Song Book                             | 1956 |
| Lady Gaga                                  | Cheek to Cheek                                                              | 2014 |
| Anthony Geary                              | ABC presents Love Affair                                                    |      |
| Fred Hersch                                | ETC                                                                         | 2010 |
| The Hi-Lo's                                | Now                                                                         | 1981 |
| Jack Jones                                 | Where Love Has Gone                                                         | 1964 |
| Stan Kenton                                | The Stage Door Swings                                                       | 2005 |
| Lee Konitz y Red Mitchell                  | I Concentrate on You – A Cole Porter Tribute                                | 1987 |
| Irene Kral                                 | Kral Space                                                                  | 1977 |
| Diana Krall                                | Quiet Nights                                                                | 2009 |
| Eyran Katsenelenbogen                      | One Time                                                                    | 1994 |
| Karin Krog/Jacob Young                     | Where Flamingos Fly                                                         | 2002 |
| Cleo Laine                                 | That Old Feeling                                                            | 1999 |
| Jeanne Lee                                 | After Hours                                                                 | 1994 |
| Annie Lennox                               | Red Hot + Blue                                                              | 1990 |
| Julie London                               | All Through the Night                                                       | 1965 |
| Peggy Mann                                 | "Only Another Boy and Girl" B-side                                          | 1945 |
| André Manoukian y Loane                    | So in Love                                                                  | 2010 |
| Carmen McRae                               | When You're Away                                                            | 1959 |
| Mabel Mercer                               | Sings Cole Porter                                                           | 1955 |
| Ronnie Milsap                              | Just for a Thrill                                                           | 2004 |
| Tom Murray                                 | Cole Porter Moods                                                           | 2010 |
| Silje Nergaard                             | Port of Call                                                                | 2000 |
| Oscar Peterson                             | Oscar Peterson Plays the Cole Porter Songbook                               | 1959 |
| Dianne Pilkington                          | Little Stories                                                              | 2010 |
| Sonny Rollins                              | The Sound of Sonny                                                          | 1957 |
| Diane Schuur                               | In Tribute                                                                  | 1992 |
| Carly Simon                                | Film Noir                                                                   | 1997 |
| Nina Simone                                | The Best of Colpix Years                                                    | 1992 |
| Simply Red                                 | Men and Women                                                               | 1987 |
| Jeri Southern                              | Southern Hospitality/Jeri Gently Jumps                                      | 2008 |
| Rod Stewart                                | Handbags y Gladrags                                                         | 1995 |
| Maxine Sullivan                            | Ruban Bleu Years: Complete Recordings 1944–1949                             |      |
| Caterina Valente con Chet Baker            | single                                                                      | 1956 |
| Sarah Vaughan                              | After Hours                                                                 | 1961 |
| Rufus Wainwright                           | Rufus! Rufus! Rufus! Does Judy! Judy! Judy!: Live from the London Palladium | 2007 |
| Dinah Washington                           | The Swingin' Miss "D"                                                       | 1956 |
| Mark Isham y Kate Ceberano                 | Bittersweet                                                                 | 2009 |
| Robbie Williams                            | "Lazy Days" B-side                                                          | 1997 |
| Michael Crawford/London Symphony Orchestra | With Love                                                                   | 1992 |